# Lago de Gerber
El lago de Gerber (en catalán estany de Gerber) es un lago de origen glaciar situado a 2150 m s. n. m., en la comarca del Pallars Sobirá (Lérida, España). 
Tiene una profundidad de 64 metros y una capacidad de 12 ha. Es el mayor lago del Valle de Gerber, valle que cuenta con más de 20 lagos medianos y pequeños, forma parte del Parque nacional de Aiguas Tortas y Lago de San Mauricio.